# Les Apprêts d'un déjeuner
Les Apprêts d'un déjeuner – ou Le Gobelet d'argent – est un tableau réalisé par le peintre français Jean Siméon Chardin vers 1730. De format vertical, cette peinture à l'huile sur toile est une nature morte qui représente un gobelet d'argent posé dans une niche en pierre à côté d'une miche de pain où est fiché un couteau, d'une bouteille de vin et d'une assiette en étain contenant du jambon. L'œuvre est conservée au palais des Beaux-Arts de Lille, à Lille.

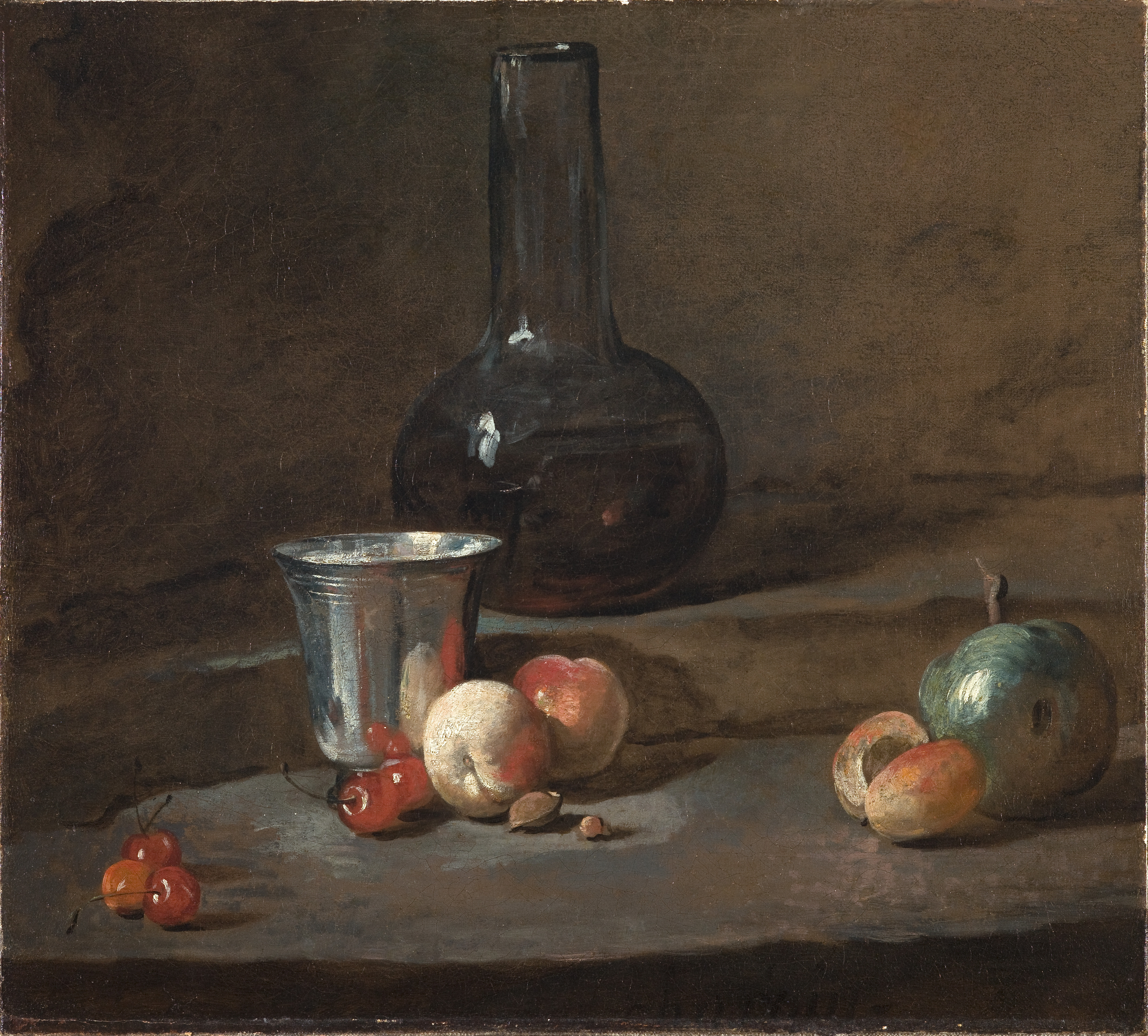
Le Gobelet d'argent, vers 1728 – Musée d'Art de Saint-Louis, Saint-Louis.
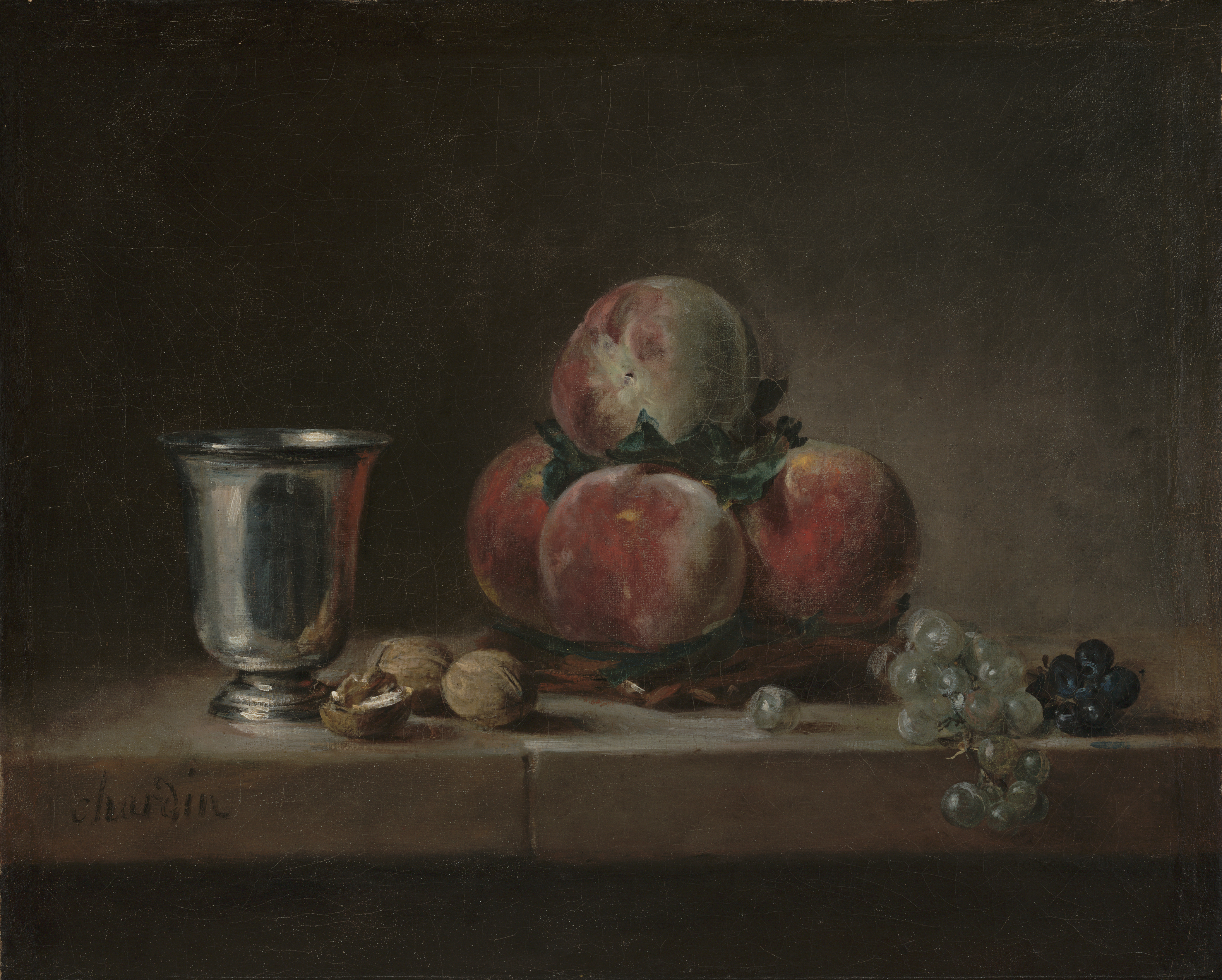
Corbeille de pêches avec un gobelet d'argent, vers 1759-1760 – J. Paul Getty Museum, Los Angeles.